# 圣尼各老堂 (巴特伊施尔)

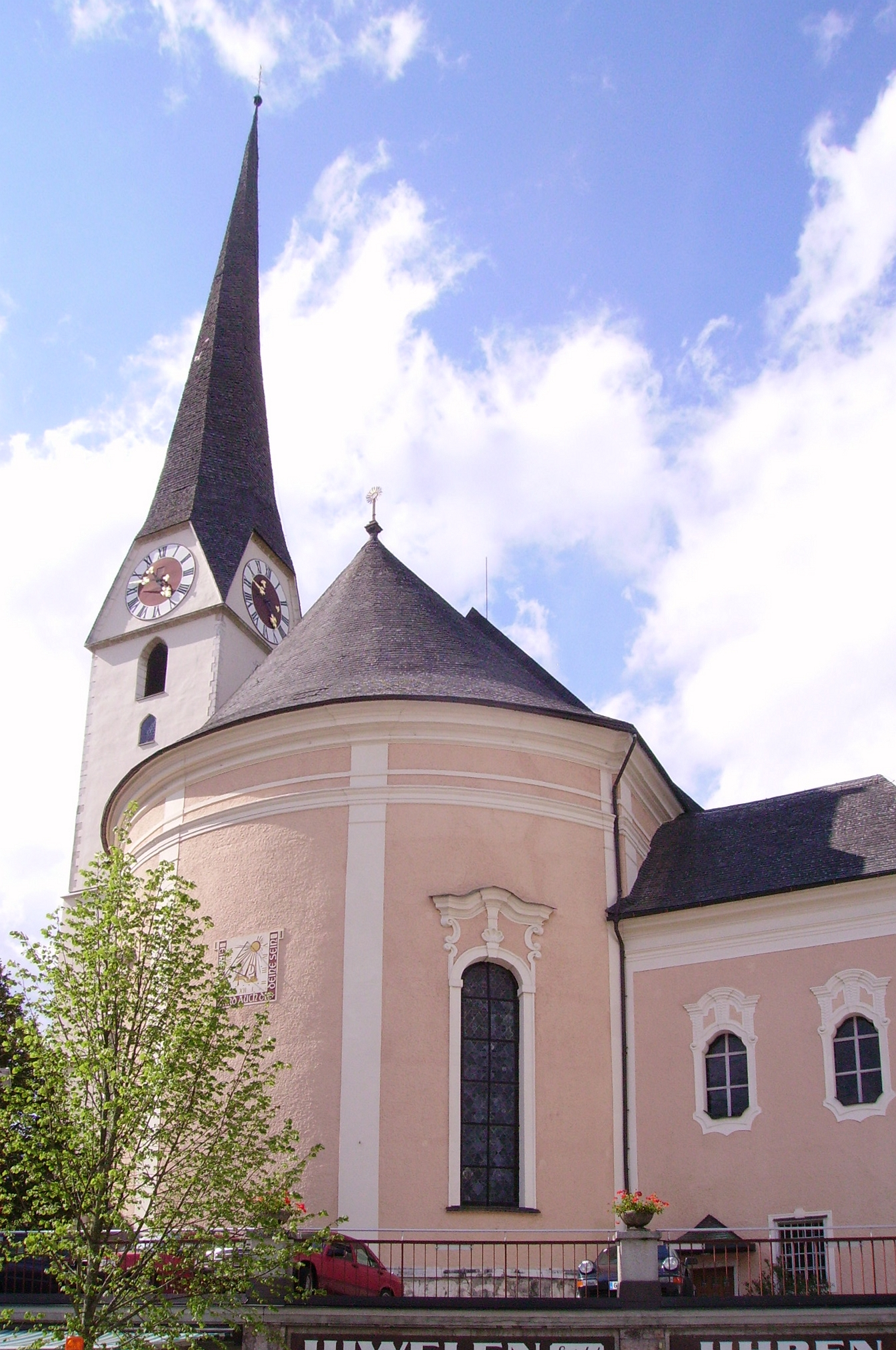

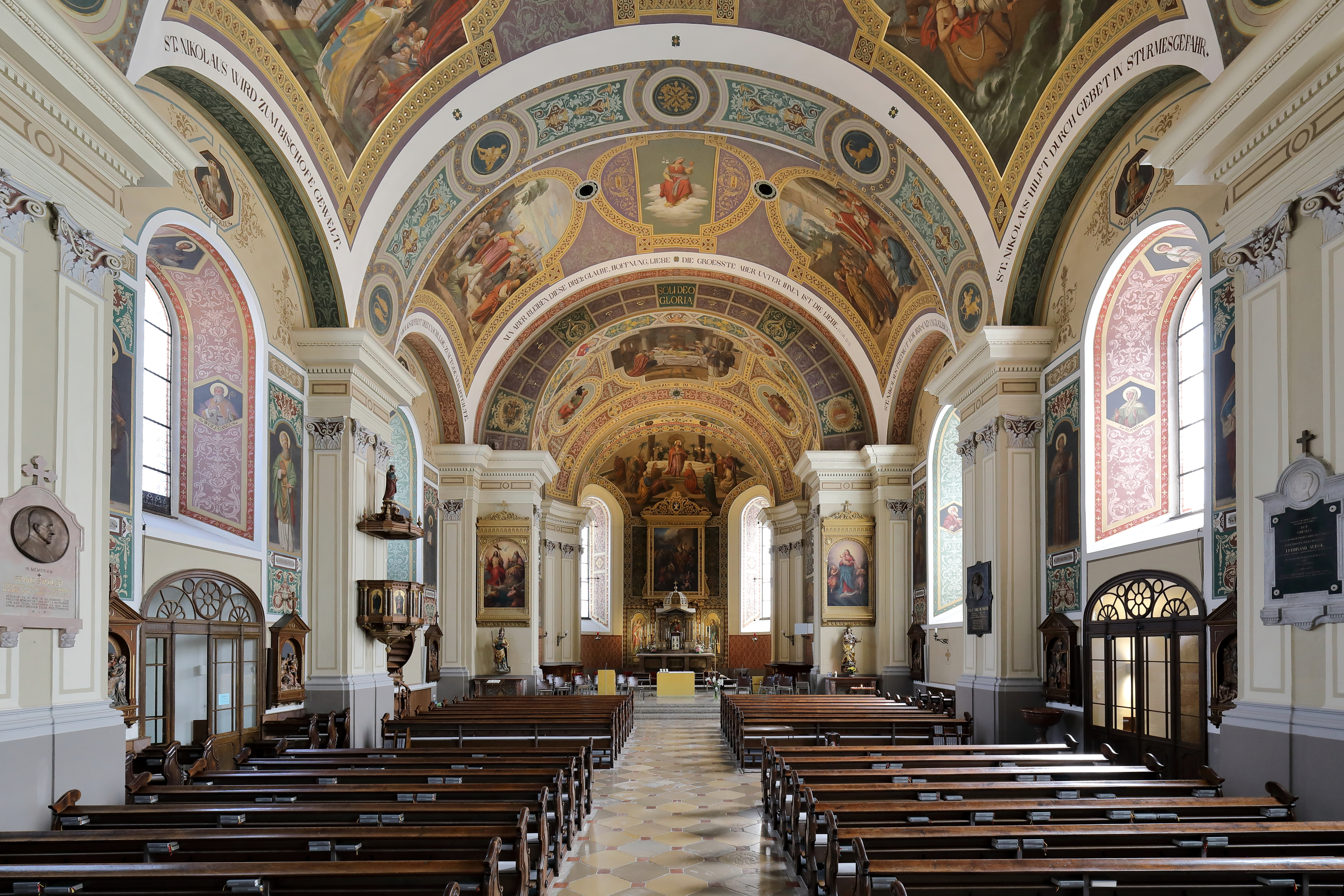

圣尼各老堂（德語：Stadtpfarrkirche St. Nikolaus）是一座罗马天主教堂区教堂，属于天主教林茨教区巴特伊施尔总铎区，位于奥地利上奥地利州格蒙登县巴特伊施尔。

## 历史
该堂最早于1320年见于记载，由帕绍主教重新祝圣。根据1344年的契约，所有经过巴特伊施尔的运盐船只都必须向该堂缴纳税款，当时，特劳恩河是内河航运的重要航道。
宗教改革时期，新教传播到这个地区，1554年5月26日，主教帕绍的沃尔夫冈就巴特伊施尔独立堂区的建立发表意见，特劳恩基兴修道院长拥有向主教推荐牧师的权利。1573年修道院解散后，主教将这一权力交给格蒙登的萨尔茨卡默古特最高官员。从1577年到1600年，该堂的牧师都是新教路德派教徒。在反宗教改革的过程中，从1622年到1773年，由耶稣会管理教区。
1769/70年，拆除老教堂，只留下1490年的哥特式钟楼。1771年至1780年间，修建了现在的教堂。对面今天的一家银行，曾是施工期间的应急教堂。他为1奠定了基础。1771年5月，玛丽亚·特蕾西亚皇后捐赠了3万莱茵盾。总建筑成本略高于4万盾。1780年9月17日祝圣。钟楼于1797年投入使用。
从19世纪20年代起，巴特伊施尔成为贵族的热门温泉和湖滨度假胜地，从而为新祭坛和艺术壁画找到了捐赠者和赞助者。
自1854年起，奥地利皇帝在皇帝别墅度过了整个夏天，来此望弥撒，该堂授予“宫廷教堂”（k.k. Hofpfarrkirche）称号。

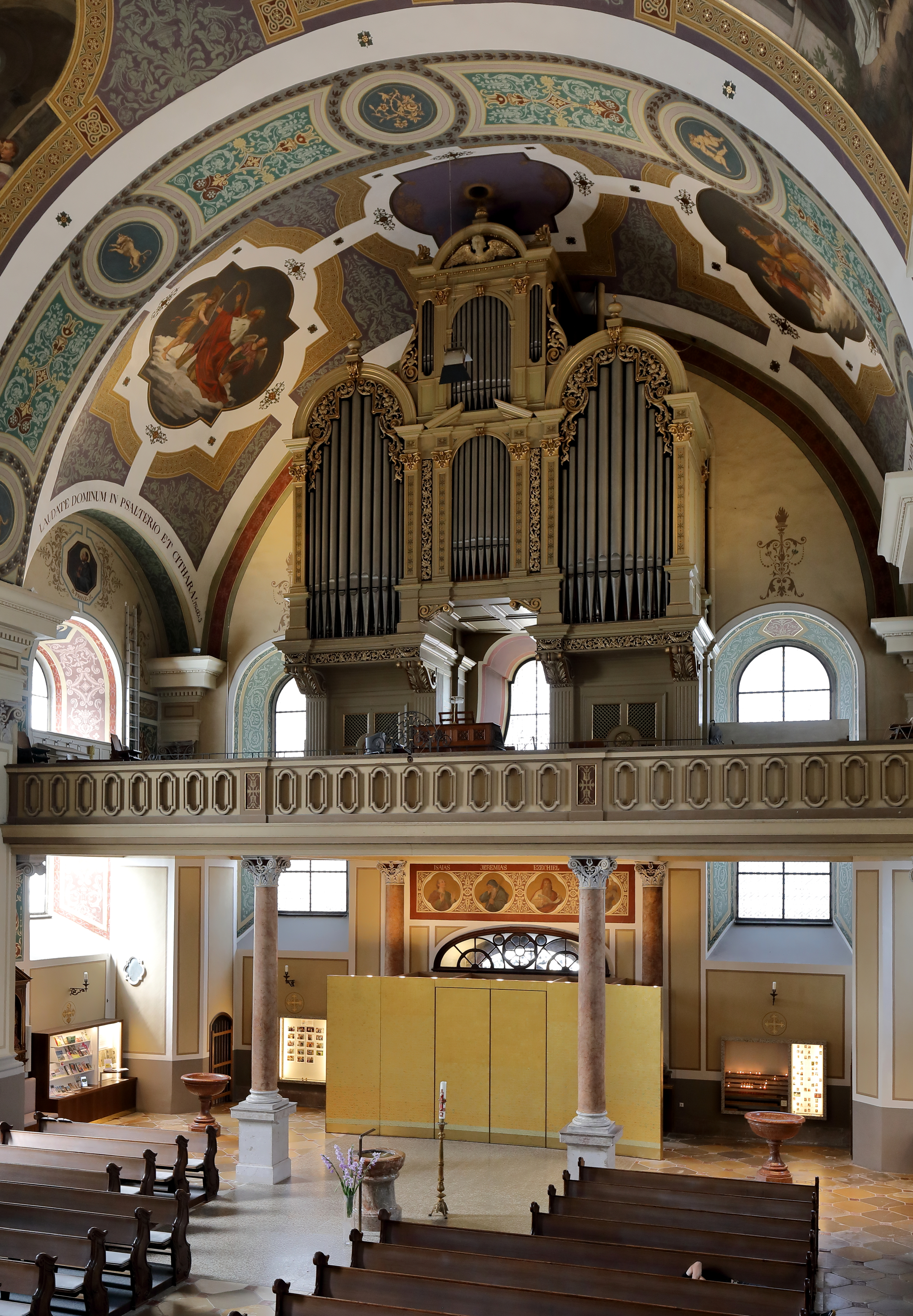
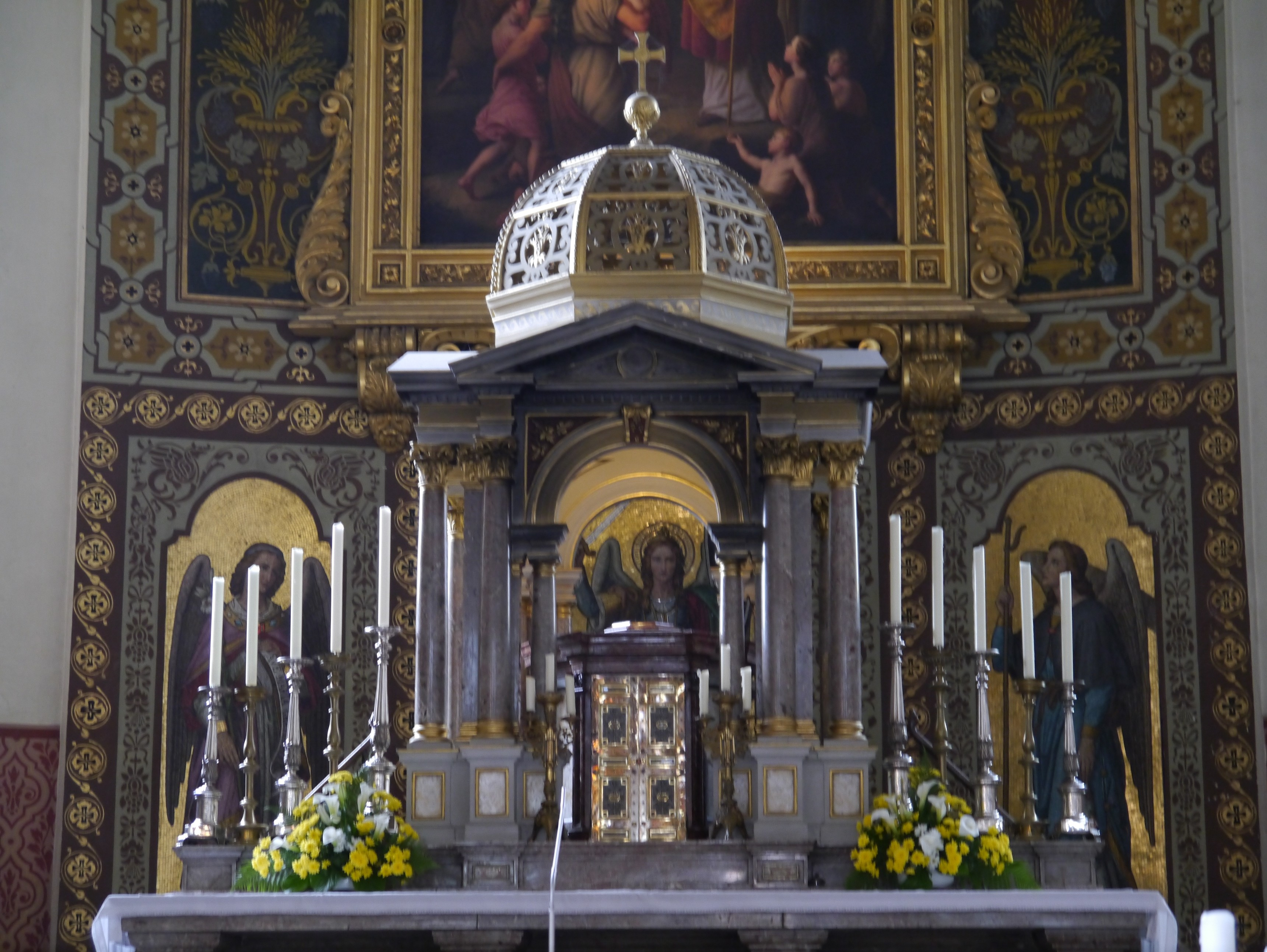
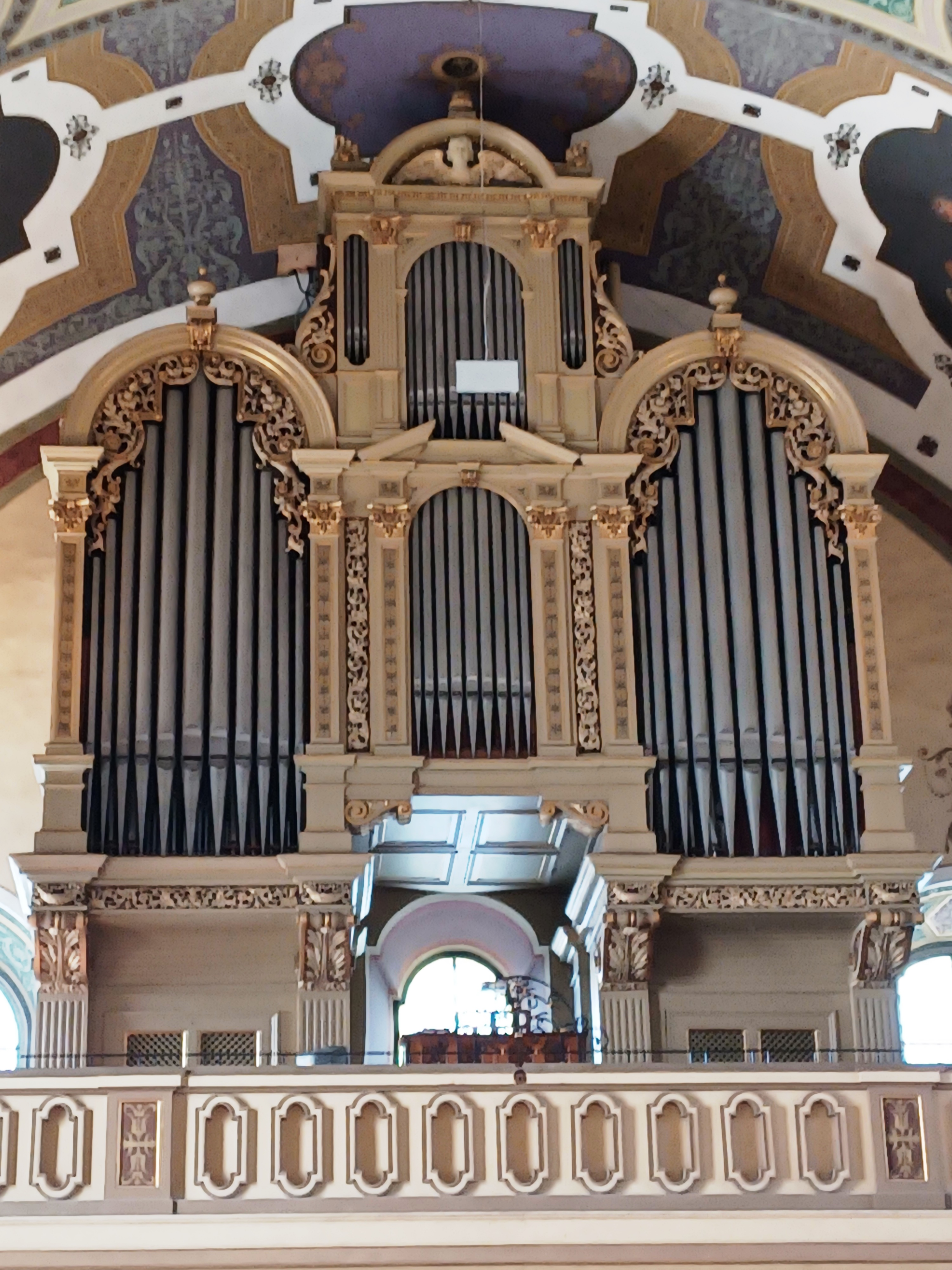
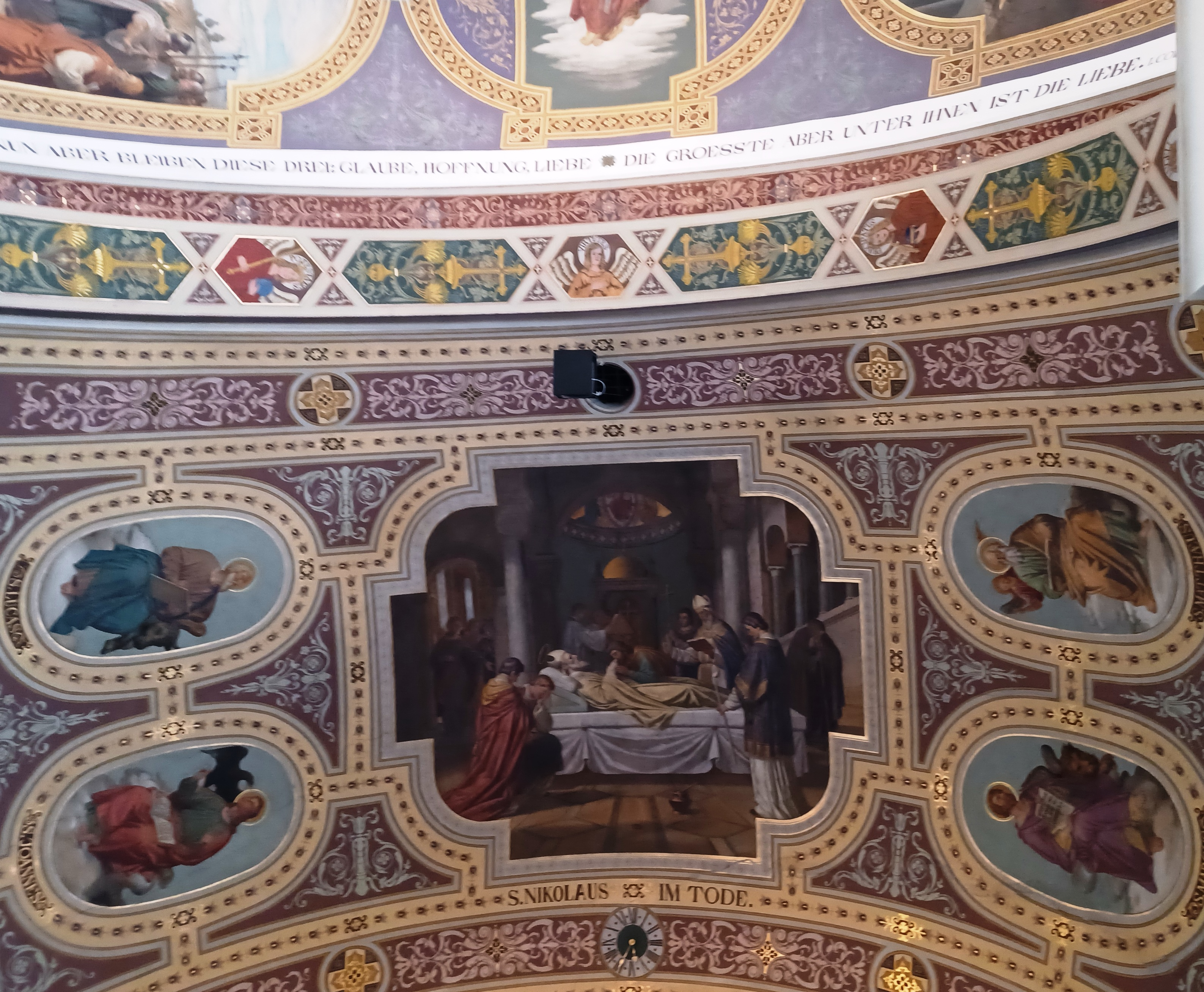